# Haga, Hordaland
Haga este o localitate din comuna Samnanger, provincia Hordaland, Norvegia, cu o suprafață de 0,89 km² și o populație de 1.083 locuitori (2013).